# 590 マディソン・アベニュー
590 マディソン・アベニュー (590 Madison Avenue) 以前のIBMビル (IBM Building) は、ニューヨーク市マンハッタンに建つ超高層ビルである。

## 概要
このビルはミッドタウンの56丁目と57丁目の間のマディソン街に面して建ち、住所はマディソン街590号である。高さは41階建ての603フィート (184 m)で、床面積は93,592平方メートル (1,007,420 sq ft)である。また24機のエレベータを備えている。建設費用はUS$10 millionで、1977年に建設を始めて、1983年に竣工した。設計はEdward Larrabee Barnes & Associatesで、このビルは三角形に近いくさび形のユニークな形状をしている。
もともとこの場所には1920年にオープンした20階建てのIBMの本社があったが、1964年にニューヨーク州アーモンクへ移転した。しかしやはりニューヨーク市内にオフィスが必要で、このビルが建てられることになった。ビルの所有者はIBMであったが、1994年にOdyssey Corporation（E.J. Minskoffが主催するベンチャー））へ売却して
、IBMがリースバック方式で主要テナントとしてニューヨーク地区および営業所に使っている。。
ビルの計画が土地に対して法律上許されるスペースを超えていたので、アトリウムと呼ばれる公共スペースを提供するという条件で建設許可が1973年に出ている。全面ガラス張りのアトリウムには、休憩用の椅子やテーブルの他、竹の木が植えられ、遊歩道があり、アートの展示や文化イベントなど様々な施設や催しがある場合もある。

## テナント
- IBM - このビルの主要テナント
- Arkin Kaplan Rice LLP
- en:Lovells
- en:Russell Investments
- en:Travelzoo
- en:Galleon Group
- en:Brevan Howard
- ベインキャピタル
- en:Smith Barney
- モルガン・スタンレー
- シティグループ
- バンク・オブ・アメリカ
- UBS
- セメックス
- en:Crowell & Moring
- en:Regus
- en:W Spann LLC（倒産）

## ギャラリー

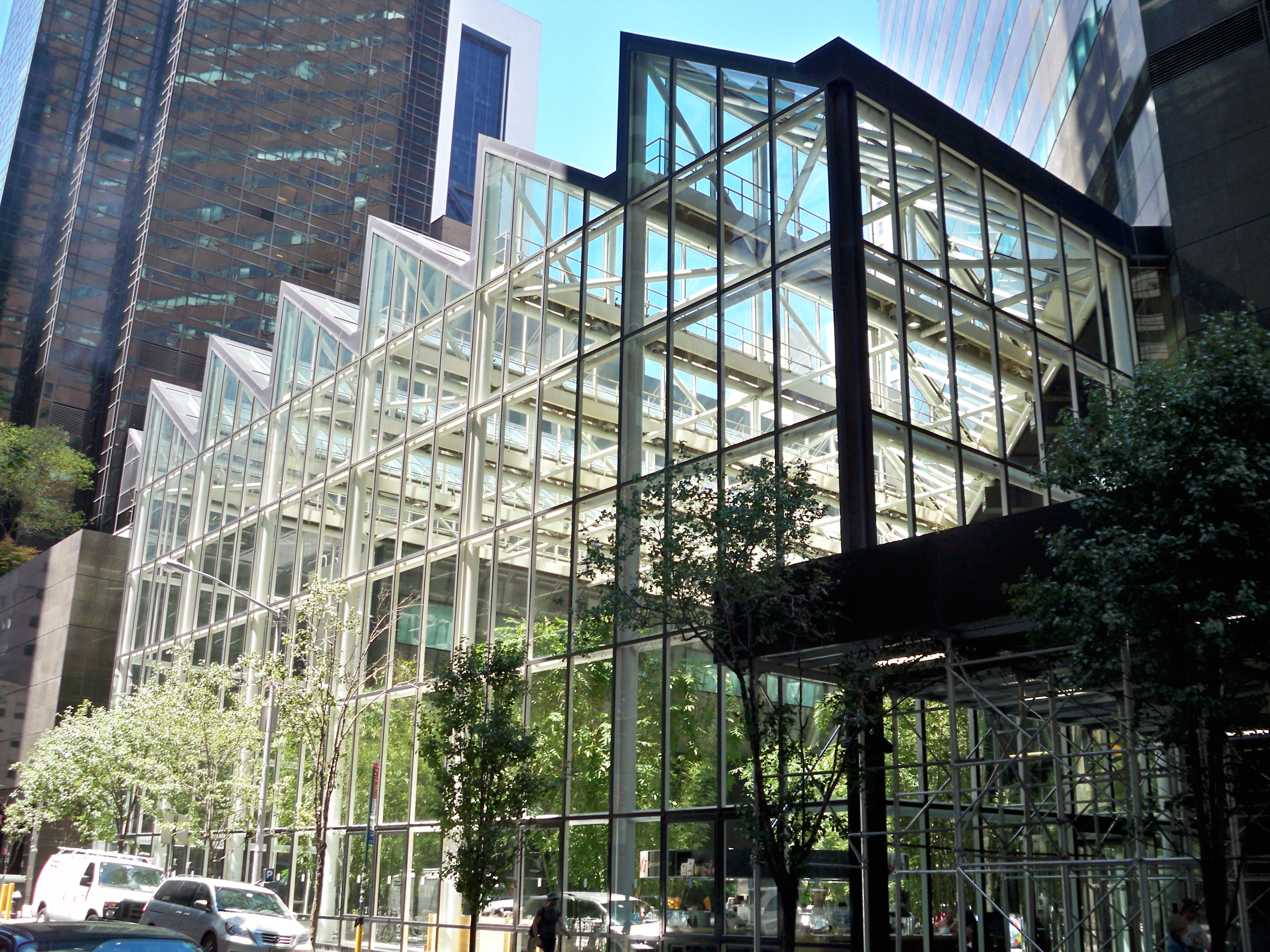
アトリウム
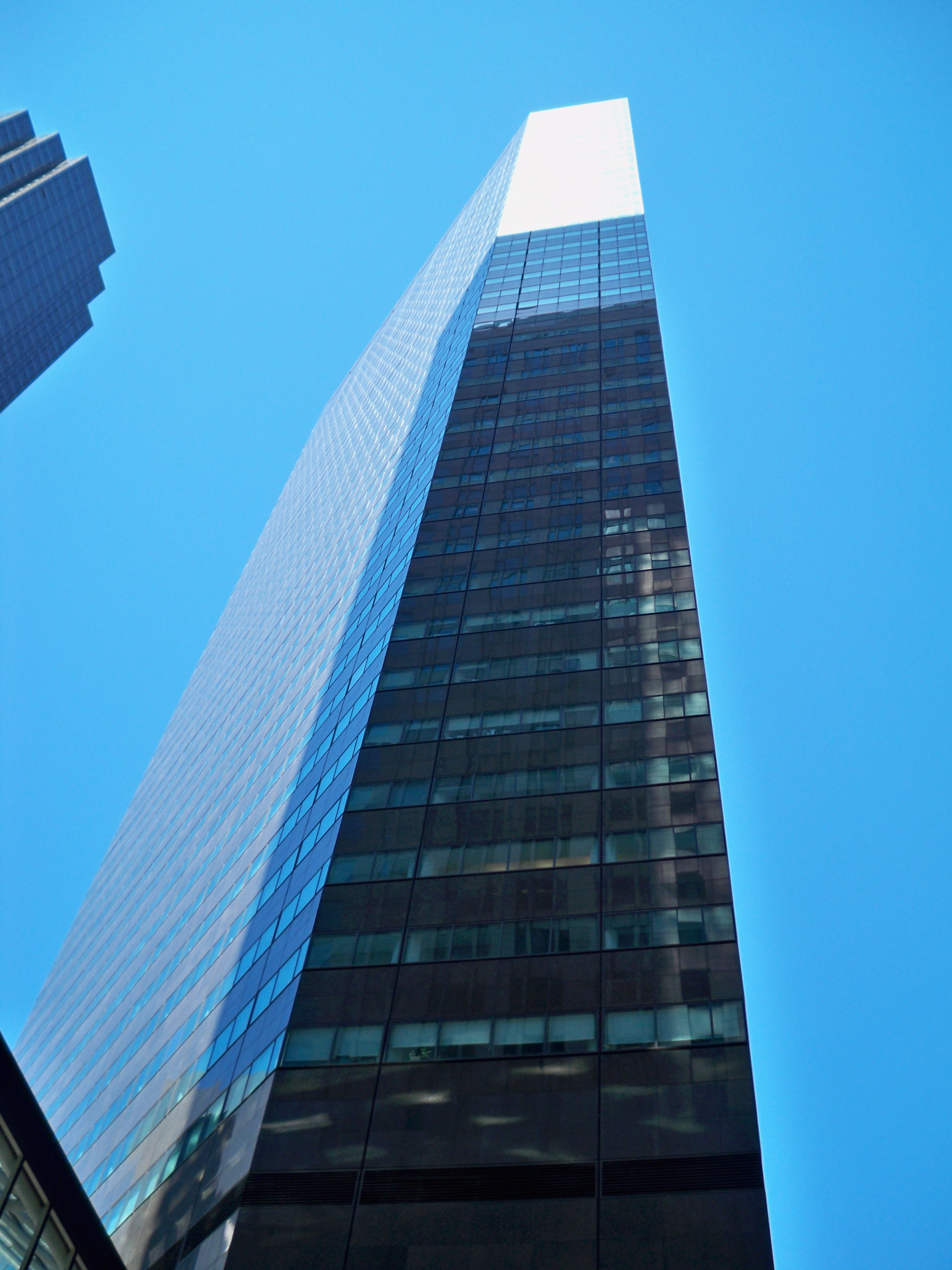
北から見た横側
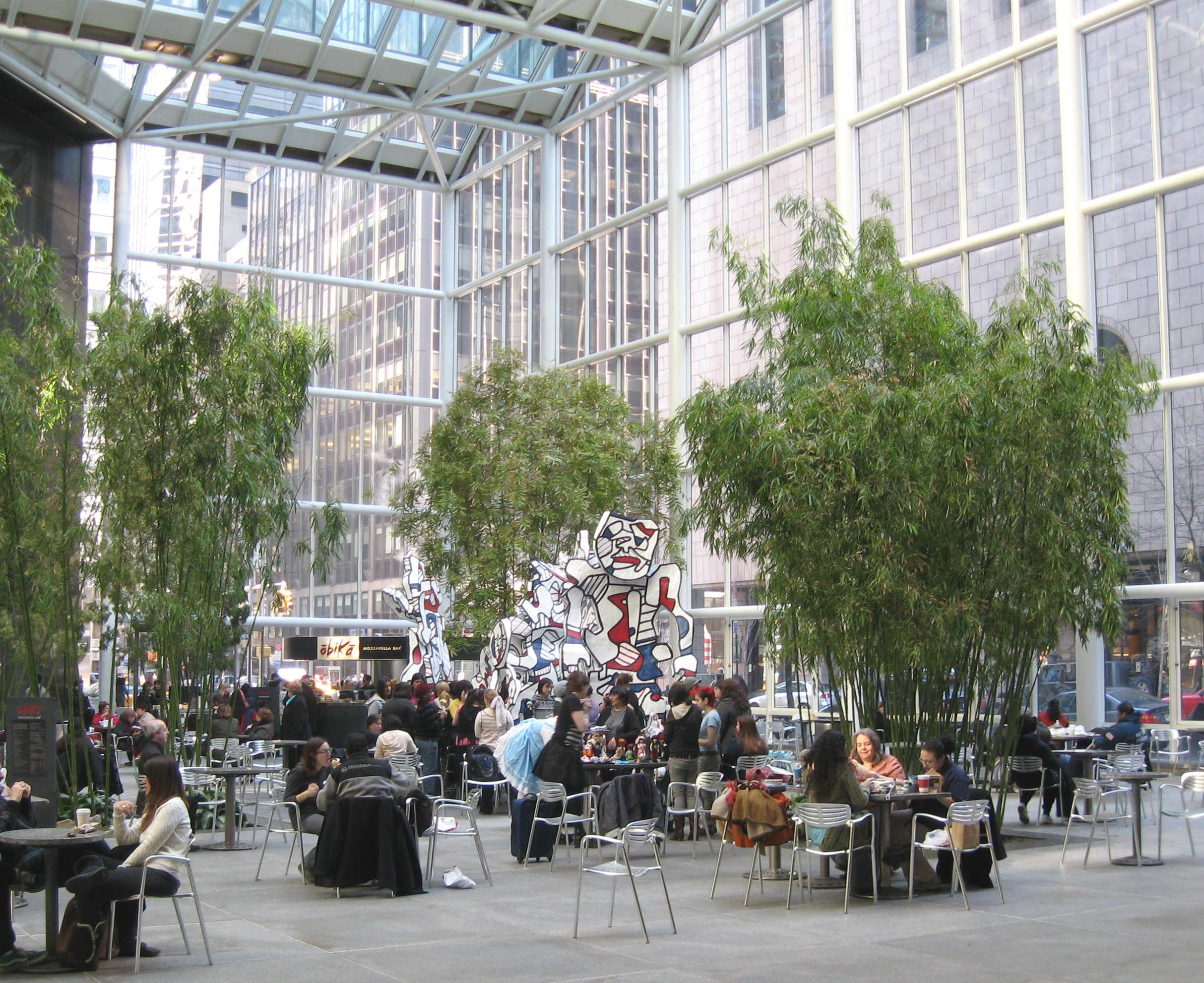
アトリウム内の公共ロビー